# Valamugil delicata
Valamugil delicata är en fiskart som först beskrevs av Haynes Gibbes Alleyne och Macleay, 1877.  Valamugil delicata ingår i släktet Valamugil och familjen multfiskar. Inga underarter finns listade i Catalogue of Life.